# Jihomoravský krajský přebor 1972/1973
V soubojích 13. ročníku Jihomoravského krajského přeboru 1972/73 (jedna ze skupin 5. fotbalové ligy) se utkalo 16 týmů každý s každým dvoukolovým systémem podzim–jaro. Tento ročník začal v srpnu 1972 a skončil v červnu 1973.
Po sezoně 1971/72 proběhla reorganizace krajských soutěží, po třech ročnících byly zrušeny župy a vrátily se kraje. Středomoravský župní přebor existoval po tři sezony (1969/70, 1970/71 a 1971/72), mužstva z něj přešla do Jihomoravského krajského přeboru nebo Severomoravského krajského přeboru podle spádovosti. Dále byla I. A třída Jihomoravského kraje rozšířena na 3 skupiny (A, B a C v období 1972/73 – 1978/79).

## Nové týmy v sezoně 1972/73
- Z Divize D 1971/72 sestoupila do Jihomoravského krajského přeboru mužstva TJ Spartak ČKD Blansko a TJ RH Znojmo.
- Z Jihomoravského župního přeboru 1971/72 přešlo 7 mužstev: TJ Dynamo Jihlava, TJ Tatran PKZ Poštorná, TJ Baník Ratíškovice, TJ Baník Dubňany, VTJ VAAZ Brno, TJ Spartak Třebíč a TJ Slovan Retex Ivančice.
- Ze Středomoravského župního přeboru 1971/72 přešla 4 mužstva: TJ Dolní Němčí, TJ Gottwaldov „B“, TJ Spartak Hluk a TJ Družstevník Ostrožská Nová Ves.
- Ze skupin I. A třídy Jihomoravské župy 1971/72 postoupila mužstva TJ Spartak Kablo Velké Meziříčí (vítěz skupiny A) a VTJ Dukla Vyškov (vítěz skupiny B).
- Ze skupin I. A třídy Středomoravské župy 1971/72 postoupilo mužstvo TJ Lokomotiva Uherský Ostroh (vítěz skupiny B).

## Konečná tabulka
Zdroj: 
| Poř. | Tým                                 | Z  | V  | R  | P  | VG | OG | B  |
| ---- | ----------------------------------- | -- | -- | -- | -- | -- | -- | -- |
| 1.   | TJ Dynamo Jihlava                   | 30 | 18 | 5  | 7  | 51 | 32 | 41 |
| 2.   | TJ Tatran PKZ Poštorná              | 30 | 15 | 5  | 10 | 51 | 36 | 35 |
| 3.   | TJ Baník Ratíškovice                | 30 | 12 | 9  | 9  | 49 | 39 | 33 |
| 4.   | TJ Baník Dubňany                    | 30 | 12 | 8  | 10 | 37 | 28 | 32 |
| 5.   | TJ Dolní Němčí                      | 30 | 12 | 8  | 10 | 33 | 41 | 32 |
| 6.   | VTJ VAAZ Brno                       | 30 | 13 | 5  | 12 | 43 | 38 | 31 |
| 7.   | TJ Spartak ČKD Blansko (S)          | 30 | 12 | 7  | 11 | 49 | 45 | 31 |
| 8.   | TJ Gottwaldov „B“                   | 30 | 12 | 6  | 12 | 42 | 35 | 30 |
| 9.   | TJ Lokomotiva Uherský Ostroh (N)    | 30 | 12 | 6  | 12 | 40 | 43 | 30 |
| 10.  | TJ RH Znojmo (S)                    | 30 | 11 | 7  | 12 | 43 | 40 | 29 |
| 11.  | VTJ Dukla Vyškov (N)                | 30 | 11 | 7  | 12 | 39 | 38 | 29 |
| 12.  | TJ Spartak Třebíč                   | 30 | 11 | 7  | 12 | 41 | 56 | 29 |
| 13.  | TJ Spartak Hluk                     | 30 | 11 | 5  | 14 | 50 | 53 | 27 |
| 14.  | TJ Družstevník Ostrožská Nová Ves   | 30 | 7  | 12 | 11 | 45 | 52 | 26 |
| 15.  | TJ Slovan Retex Ivančice            | 30 | 8  | 9  | 13 | 37 | 52 | 25 |
| 16.  | TJ Spartak Kablo Velké Meziříčí (N) | 30 | 7  | 6  | 17 | 44 | 66 | 20 |

Poznámky:
- Z = Odehrané zápasy; V = Vítězství; R = Remízy; P = Prohry; VG = Vstřelené góly; OG = Obdržené góly; B = Body; (S) = Mužstvo sestoupivší z vyšší soutěže; (N) = Mužstvo postoupivší z nižší soutěže (nováček)

|  | Postup do Divize D 1973/74                               |
|  | Sestup do skupin I. A třídy Jihomoravského kraje 1973/74 |